# Raúl Arquínigo
Raúl Arquínigo Luis (Distrito de Llamellin, 28 de julio de 1955) es un cantante, productor musical y  compositor peruano, conocido por haber desarrollado la mayor parte de su carrera artística en la música andina peruana, desempeñándose en el requinto, estilo musical derivado del huaino. 

## Biografía
Nació el 28 de julio de 1955 en Pachapaqui, localidad del distrito de Llamellin, provincia de Antonio Raimondi, Región Áncash; bajo el nombre completo de Raúl Arquínigo Luis. Vivió sus primeros años en Pativilca hasta la edad de 12 años, debido a la separación de sus padres.
Estudió la primaria en el Colegio 363 de Chingas, tras haber regresado a su ciudad natal. Llegando a la adolescencia, realizó sus estudios secundarios en Barranca a partir de 1967.
En el año 1970, se muda a la capital Lima gracias al apoyo del productor musical Rojas Vidal, donde comenzaría a mostrar sus dotes artísticos en el canto. A partir de 1976, comenzaría su carrera artística dentro de la música andina vernacular, lanzando su disco debut y estrenó sus temas de su propia autoría «Tu hermosura» y «Aquella noche». En el dicho proyecto, contó con Conde Chávez Ocaña en la guitarra. A partir de ese entonces, inicia a utilizar el estilo musical del requinto, derivativo del huaino.
En 1978, prestó su colaboración con los guitarristas Juan Pipa, Walter Peralta y Rufet Espinoza para el lanzamiento de sus siguientes materiales: «Mi desilusión» y «Chica llamellina», siendo Arquínigo el intérprete de ellas.Al año siguiente, de la mano de la producción musical de Justina Aguayo, graba un minidisco en el estudio musical Esperanza Chingasina con la participación del conjunto Los Ecos de Chingas.
Pero fue hasta el año 1987, cuando ganaría reconocimiento en la música andina peruana, como intérprete de su éxito «Amor amor» con la disquera El Puerto, siendo ésta composición de su autoría, logrando alcanzar al estrellato en el panorama musical nacional.
En el año 1990, formó el proyecto Cuerdas Andinas del Perú con Jorge Aquino, en la que lanzaría su siguiente nuevo material «Qué cosas tiene el amor». Gracias a su fama de su carrera musical, realizó giras nacionales en el territorio peruano y lanzó en 1994 el álbum Volumen 13, añadiendo el sencillo «Yo soy aquel». 
Ya para esa década, formó su productora musical Amor Amor Producciones, dedicada a realizar colaboraciones con otros artistas de su género musical. 
En el año 2000, lanzó el disco Volumen 11, además de componer sus nuevas canciones de su autoría: «Presentimiento» y «Espero tu llamada». Se incursionó por breve tiempo en la locución radial, como conductor de su programa musical por la extinta emisora Radio Unión. Años más tarde, en 2004 estrena el álbum Volumen 12, añadiendo el sencillo «No me compares con nadie».
Como compositor, compuso para las agrupaciones musicales de cumbia peruana Corazón Serrano, Agua Bella y la fallecida cantante Alicia Delgado. También se desempeñó como productor musical de las cantantes Dina Páucar y Rosita de Espinar.
A lo largo de su carrera artística, sus canciones fueron registradas en la Asociación Peruana de Autores y Compositores. En el año 2023, participó en un concierto de Fiestas Patrias y el aniversario de su trayectoria artística con la presencia de las cantantes Dina Páucar y Flor Pileña en el distrito de Comas. Además de ello, anunció su retiro temporal de la música en 2022.

## Discografía

### Álbumes de estudio
- 1999: Presentimientos
- 2006: Amor amor
- 2007: Nos quedamos solos, Vol. 13
- 2009: Olvídame... No me compares con él
- 2010: Tuyo sólo tuyo: 7mo concierto
- 2010: Explicaciones, Vol. 14
- 2010: Nos quedamos solos: 4to concierto
- 2011: Bodas de coral: 8vo concierto
- 2012: Sección musical del recuerdo
- 2014: Yo soy el amor, Vol. 15
- 2015: Sorpresas de amor
- 2016: Obsesión, 3er concierto
- 2016: Historia musical: 9no concierto
- 2017: Chiquilla bonita, Vol. 8
- 2017: Álbum de oro: No me compares
- 2017: Yo soy aquel
- 2017: Después de mi, qué importa
- 2017: Bodas de plata
- 2017: Parranditas bailables, Vol. 9
- 2017: Espero tu llamada, Vol. 6
- 2017: 6to concierto, Amor prohibido
- 2017: Mis bodas de perla
- 2017: Vol. 10: Compasión no quiero

### Sencillos
- 2000: 14 Grandes Éxitos
- 2000: Ahora quiero vivir
- 2023: El mujeriego